# Бенеманский, Илья Ильич
Илья (Илия́) Ильич Бенеманский (14 декабря 1883, Тверь — 31 декабря 1937) — священнослужитель Русской православной церкви.
Причислен к лику святых в 2000 году. Память совершается (по юлианскому календарю) 28 января и 18 декабря

## Биография
Родился в семье священника Илии Бенеманского. В 1905 году он окончил Тверскую духовную семинарию и был направлен служить в армию. Год он служил при армейской церкви псаломщиком, около полутора лет — диаконом, а в 1908 году был рукоположён в сан священника и направлен в 13-й гренадерский полк. Участник Первой мировой войны. На 1917 год полковой священник 265-го пехотного Вышеволоцкого полка. 

## Арест и мученическая кончина
9 февраля 1920 года состоялось заседание Тверской ЧК, на котором было постановлено: «Священника Бенеманского заключить в концентрационный лагерь до окончания гражданской войны». 13 февраля Тверская ЧК отправила начальнику Тверской городской милиции распоряжение: «Священника Александро-Невской церкви Бенеманского препроводить в концентрационный лагерь».
В 1922 году отец Илия был вновь арестован ГПУ вместе с духовенством сразу после богослужения в Ниловой пустыни и заключён на полторы недели в тюрьму.
Тройка НКВД приговорила священника к расстрелу 29 декабря 1937 года «за контрреволюционную деятельность» ещё до того как было составлено обвинительное заключение. Священник Илья Бенеманский был казнён в тот же день, что и архиепископ Фаддей, — 31 декабря 1937 года.